# Феофан III (патриарх Иерусалимский)
Патриарх Феофан III (греч. Πατριάρχης Θεοφάνης Γ'; около 1570 — 5 декабря 1644, Константинополь) — Патриарх Иерусалимский и всей Палестины (1608—1644), племянник предыдущего патриарха Софрония IV.
Наиболее известна его деятельность в 1619—1621, когда после встречи с Константинопольским Патриархом Тимофеем II он осуществил визит в Россию и Речь Посполитую.

## ВРусском царстве
24 июня 1619 года в Москве Феофан III совершил интронизацию Филарета Никитича Романова на престоле Патриархов Московских и всея России. В этом же году посетил Троице-Сергиев монастырь. О посещении данного монастыря подробно написано в житие Преподобного Дионисия Радонежского.

## В Речи Посполитой
После этого направился на земли Речи Посполитой, восстанавливая ликвидированную там после Брестской унии 1596 года православную иерархию. Во время пребывания в Киеве в 1620 году хиротонисал игумена Михайловского монастыря Иова (Борецкого) в сан митрополита Киевского, монаха виленского Свято-Духова монастыря Мелетия Смотрицкого в сан архиепископа Полоцкого, настоятеля Межигорского монастыря Исаию (Копинского) во епископа Перемышля.
Новый православный епископат не сразу был признан властями Речи Посполитой. Только 14 марта 1633 года избранный в 1632 году король Владислав IV признал легальное существование православной митрополии в Киеве и четырёх епархий, которые до того времени существовали явочным порядком. На киевскую кафедру, которую занимал митрополит Исаия (Копинский), Владиславом IV был утверждён Пётр (Могила). Смещение митрополита Исаии было узаконено церковно тем, что Константинопольский патриарх Кирилл (Лукарис) прислал избранному владыке Петру архипастырское благословение на митрополию. Пётр был возведён в сан митрополита Киевского и Галицкого во Львове 28 апреля 1633 года Львовским епископом, экзархом Константинопольского патриарха.